# Грязнушка (нижний приток Бузулука)
Грязнушка — река в России, протекает в Оренбургской области. Устье реки находится в 112 км по левому берегу реки Бузулук. Длина реки составляет 26 км.

## Данные водного реестра
По данным государственного водного реестра России относится к Нижневолжскому бассейновому округу, водохозяйственный участок реки — Самара от Сорочинского гидроузла до водомерного поста у села Елшанка. Речной бассейн реки — Волга от верховий Куйбышевского вдхр. до впадения в Каспий.
Код объекта в государственном водном реестре — 11010001012112100007287.